# Ierland op het Eurovisiesongfestival 1995
Ierland nam deel aan het Eurovisiesongfestival 1995 in Dublin, Ierland.
Het was de 29ste deelname van Ierland aan het festival.
De nationale omroep RTE was verantwoordelijk voor de bijdrage van Ierland voor 1995.

## Selectieprocedure
De Ierse Nationale finale werd gehouden op 13 maart 1994 in de Cork Opera House in Cork en werd uitgezonden door de RTÉ, gepresenteerd door Pat Kenny.
Acht acts deden mee in de finale en de winnaar werd gekozen door tien regionale jury's.
| Volgorde | Lied                                       | Artiest         | Punten | Plaats |
| -------- | ------------------------------------------ | --------------- | ------ | ------ |
| 1        | "Dreamin'"                                 | Eddie Friel     | 99     | 1ste   |
| 2        | "The Night Time"                           | Mary Farrell    | 66     | 6de    |
| 3        | "Ó Am Go hAm (From Time to Time)"          | Annette Griffin | 68     | 5de    |
| 4        | "Now That Love Has Brought You Back Again" | Henry Winter    | 37     | 7de    |
| 5        | "Rainy Day"                                | Joan Connolly   | 33     | 8ste   |
| 6        | "Little by Little"                         | Carl Corcoran   | 73     | 4de    |
| 7        | "Come Back and Hold Me"                    | Maggie Toal     | 82     | 3de    |
| 8        | "Always You"                               | Naoimh Penston  | 92     | 2de    |

## In Ierland
In hun thuisland moest Ierland aantreden als 2de, na Polen en voor Duitsland.
Op het einde van de puntentelling bleek dat Ierland 14de was geworden met een score van 44 punten.
Nederland nam niet deel in 1995 en België had geen punten over voor deze inzending.

### Gekregen punten

#### Finale
| 12 punten                                              | 10 punten     | 8 punten           | 7 punten | 6 punten                                         |
| ------------------------------------------------------ | ------------- | ------------------ | -------- | ------------------------------------------------ |
|                                                        | - Zweden      |                    |          |                                                  |
| 5 punten                                               | 4 punten      | 3 punten           | 2 punten | 1 punt                                           |
| - Bosnië en Herzegovina - Rusland - Slovenië - Turkije | - Griekenland | - IJsland - Spanje |          | - Denemarken - Duitsland - Frankrijk - Noorwegen |

### Punten gegeven door Ierland

#### Finale
Punten gegeven in de finale:
| 12 punten | Zweden              |
| 10 punten | Noorwegen           |
| 8 punten  | Slovenië            |
| 7 punten  | Denemarken          |
| 6 punten  | IJsland             |
| 5 punten  | Frankrijk           |
| 4 punten  | Malta               |
| 3 punten  | Kroatië             |
| 2 punten  | Spanje              |
| 1 punt    | Verenigd Koninkrijk |

1965 · 1966 · 1967 · 1968 · 1969 · 1970 · 1971 · 1972 · 1973 · 1974 · 1975 · 1976 · 1977 · 1978 · 1979 · 1980 · 1981 · 1982 · 1983 · 1984 · 1985 · 1986 · 1987 · 1988 · 1989 · 1990 · 1991 · 1992 · 1993 · 1994 · 1995 · 1996 · 1997 · 1998 · 1999 · 2000 · 2001 · 2002 · 2003 · 2004 · 2005 · 2006 · 2007 · 2008 · 2009 · 2010 · 2011 · 2012 · 2013 · 2014 · 2015 · 2016 · 2017 · 2018 · 2019 · 2020 · 2021 · 2022 · 2023 · 2024 · 2025